# وونگ ناوارو
وونگ ناوارو (انگلیسی: Vhong Navarro؛ زادهٔ ۴ ژانویهٔ ۱۹۷۷) بازیگر، کمدین، مجری تلویزیون، خواننده، رقصنده و بازیگر تلویزیون اهل فیلیپین است. وی از سال ۱۹۹۲ میلادی تاکنون مشغول فعالیت بوده است.